# Saint-Martin-le-Bouillant
Saint-Martin-le-Bouillant ist eine Gemeinde im französischen Département Manche in der Normandie. Sie gehört zum Kanton Villedieu-les-Poêles-Rouffigny und zum Arrondissement Avranches. 

## Geographie
Nachbargemeinden sind Chérencé-le-Héron im Nordwesten, La Chapelle-Cécelin und Boisyvon im Norden, Coulouvray-Boisbenâtre im Nordosten, Saint-Laurent-de-Cuves im Südosten, Les Loges-sur-Brécey im Süden, Saint-Nicolas-des-Bois im Südwesten und Saint-Jean-du-Corail-des-Bois im Westen. An der westlichen Gemeindegrenze verläuft das Flüsschen Bieu.

## Bevölkerungsentwicklung
| Jahr      | 1962 | 1968 | 1975 | 1982 | 1990 | 1999 | 2008 | 2018 |
| --------- | ---- | ---- | ---- | ---- | ---- | ---- | ---- | ---- |
| Einwohner | 479  | 422  | 375  | 339  | 303  | 305  | 286  | 324  |

## Sehenswürdigkeiten

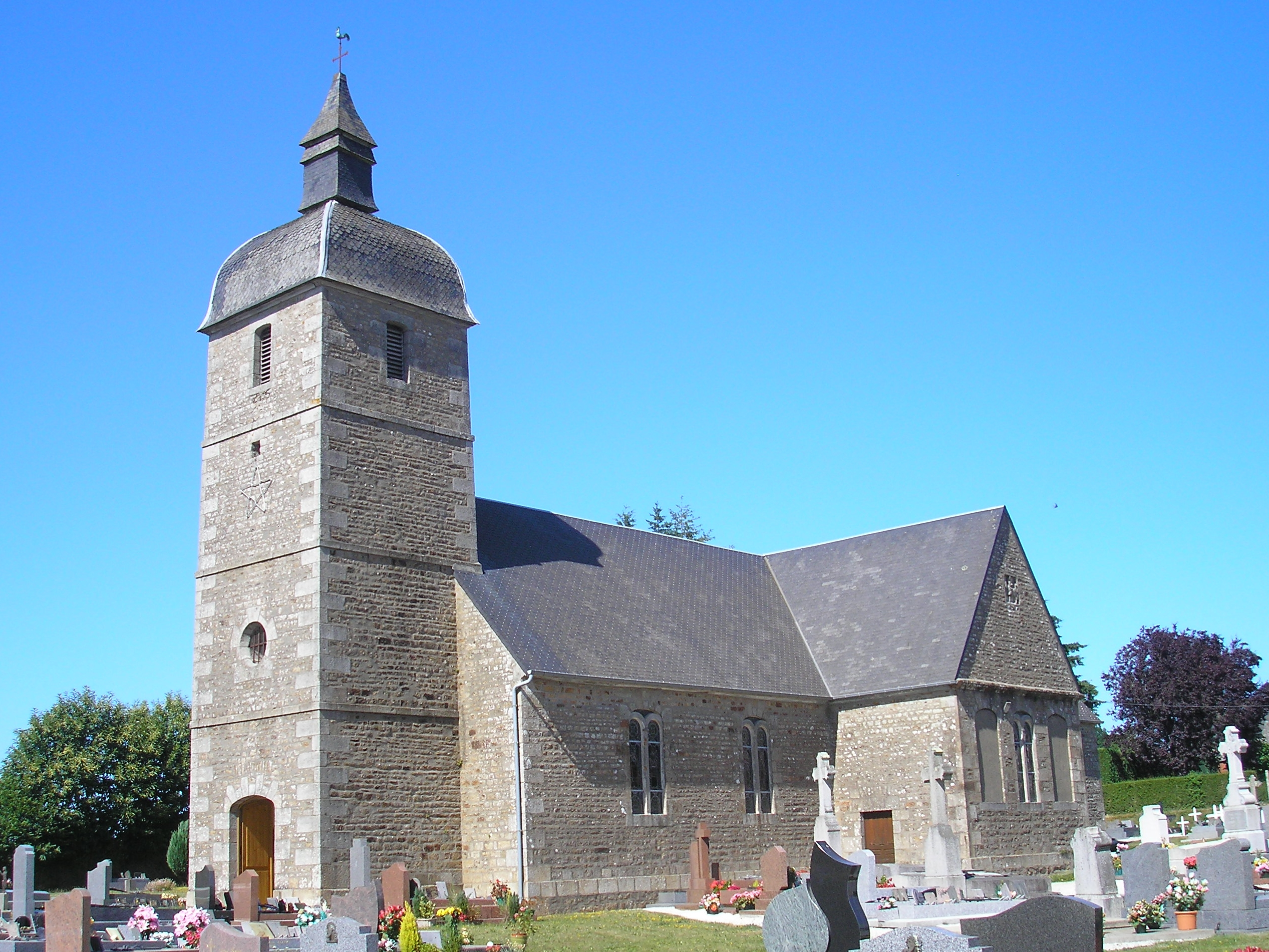
Kirche Saint-Martin

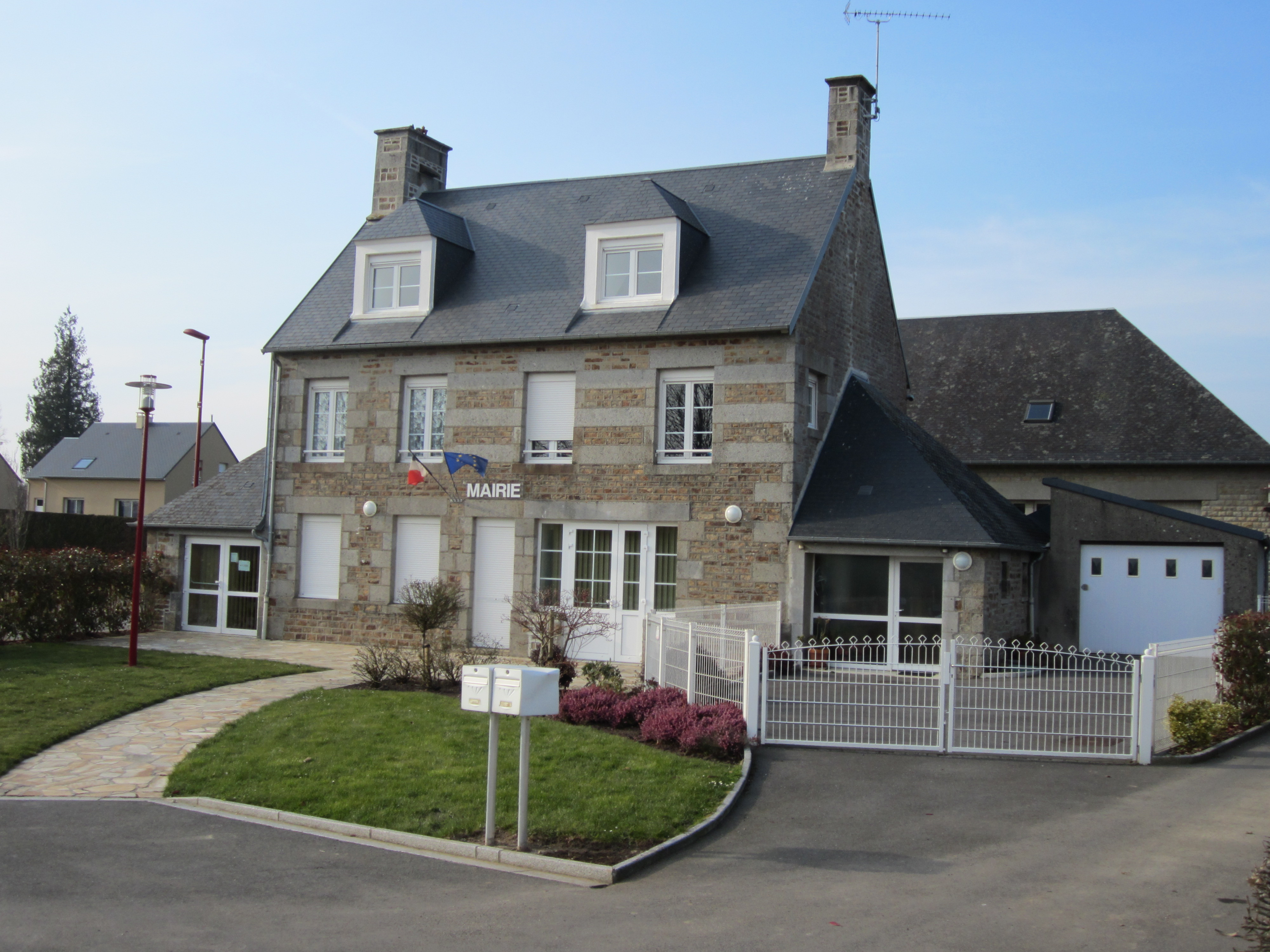
Mairie von Saint-Martin-le-Bouillant

- Kirche Saint-Martin
- Kriegerdenkmal